# Omvalspoort
De Omvalspoort is een smalle straat in de Noord-Hollandse stad Haarlem. De straat bevindt zich in de buurt Heiliglanden in het stadsdeel Haarlem-Centrum en de wijk Oude Stad. De straat verbindt het Klein Heiligland met het Groot Heiligland en ligt ten zuiden van de Friesepoort en ten noorden van de Ravelingsteeg. Aan de oostzijde loopt de Zonnesteeg in het verlengde van de Omvalspoort die leidt naar de Gortestraat en de Gasthuispoort.
Oorspronkelijk maakte de Omvalspoort deel uit van een sloppenwijk, maar sinds de jaren 1960 heeft de straat dankzij restauraties en het behoud van historische panden de uitstraling van een karakteristieke, smalle steeg.

## Naamgeving
De naam Omval zou volgens Overmeer letterlijk verwijzen naar een puinhoop of een plaats waar eerder een gebouw heeft gestaan. Hij acht ook de mogelijkheid aannemelijk dat zich ter hoogte van de poort een huis met de naam De Omval bevond. Allan suggereert daarentegen dat de naam is afgeleid van omwalspoort, een poort of doorgang in de voormalige stadsomwalling.
De benaming Omvalspoort wordt voor het eerst vermeld in de Verponding van 1734. Daarvóór stond de steeg bekend als de Bregtenpoort. In een transportakte uit 1722 wordt gesproken van "op het Groot Heylig Land belend ten zuyden Bregtenpoort ofte Omval".

## Geschiedenis

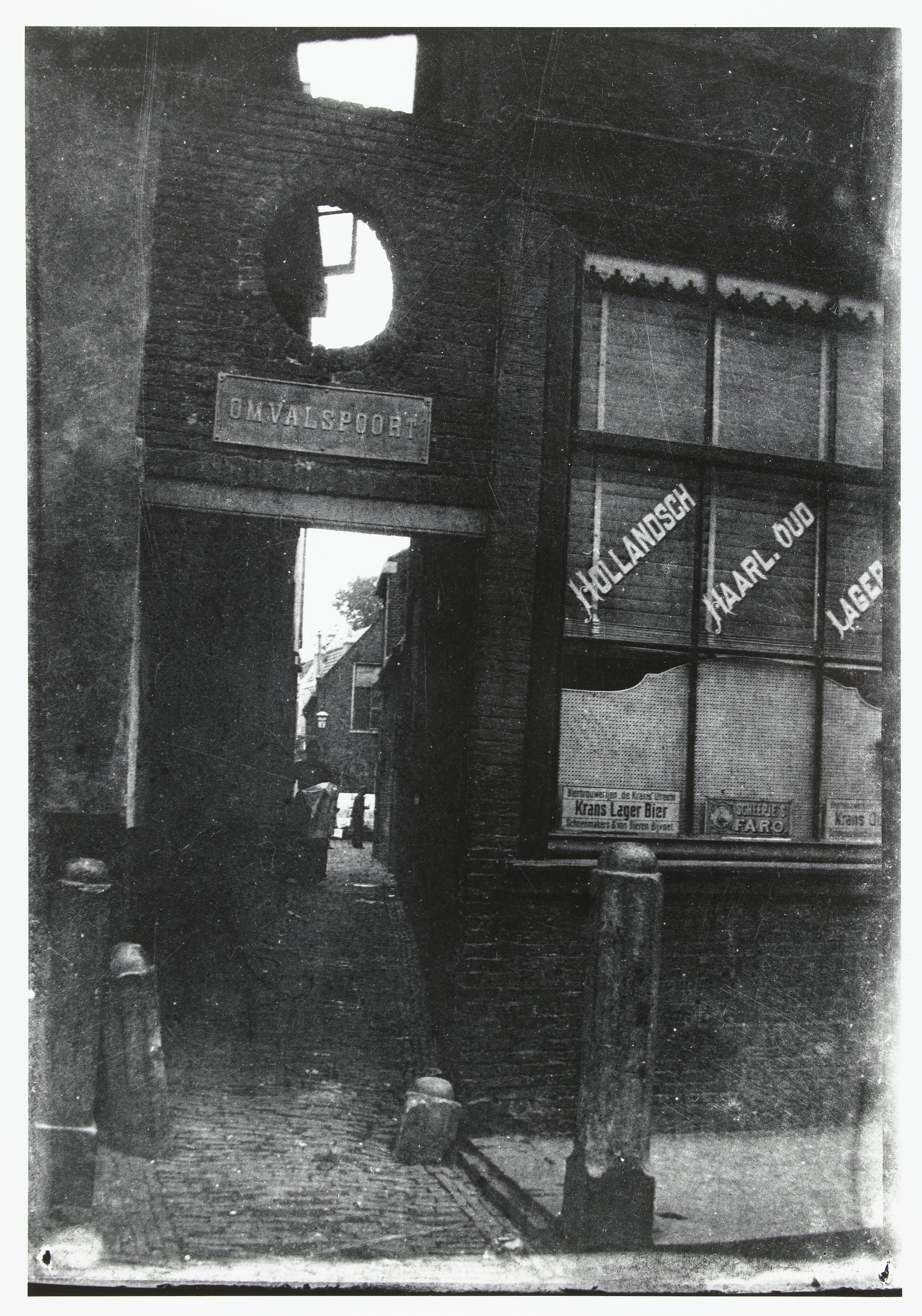
Doorkijk door de Omvalspoort omstreeks 1900, door G.H. Breitner

In het begin van de 20e eeuw kende Haarlem een groot aantal stegen en achterafstraatjes die als sloppenwijk fungeerden, met name in de Oude Stad. In 1907 verklaarde het Haarlemse gemeentebestuur vijf woningen aan de Omvalspoort onbewoonbaar, kort nadat zij daartoe wettelijk bevoegd was geworden. De betreffende eenkamerwoningen moesten binnen drie maanden worden ontruimd.
Rond 1910 telde Haarlem naar verhouding de meeste eenkamerwoningen van Nederland. Naar schatting bestond 30 tot 40 procent van het woningbestand uit dit type onderkomen, waarin vaak complete gezinnen woonden. Tegelijkertijd bevond Haarlem zich in de landelijke top wat betreft het aantal woningen met zes of meer kamers. Die grotere huizen bevonden zich veelal aan brede straten, terwijl daarachter in smalle stegen en achtererven de sterk verkrotte en overbevolkte woningen van de arbeidersklasse stonden. Dit grote contrast in woonomstandigheden wijst op een aanzienlijke sociale ongelijkheid binnen de stad. In gebieden als de Omvalspoort waren veel oude panden opgedeeld in kleine wooneenheden, vaak zonder voldoende licht, ventilatie of sanitaire voorzieningen.
De bouwkundige situatie was in veel gevallen ontstaan door opeenvolgende aanpassingen in eerdere eeuwen. Zo werd in de 17e eeuw een woning opgetrokken tegen de achterzijde van Groot Heiligland 24, waarbij een zeer smalle doorgang overbleef naar de Omvalspoort. Dergelijke panden werden later horizontaal en verticaal onderverdeeld, wat leidde tot nauwe doorgangen en gedeelde voorzieningen tussen verschillende huishoudens.

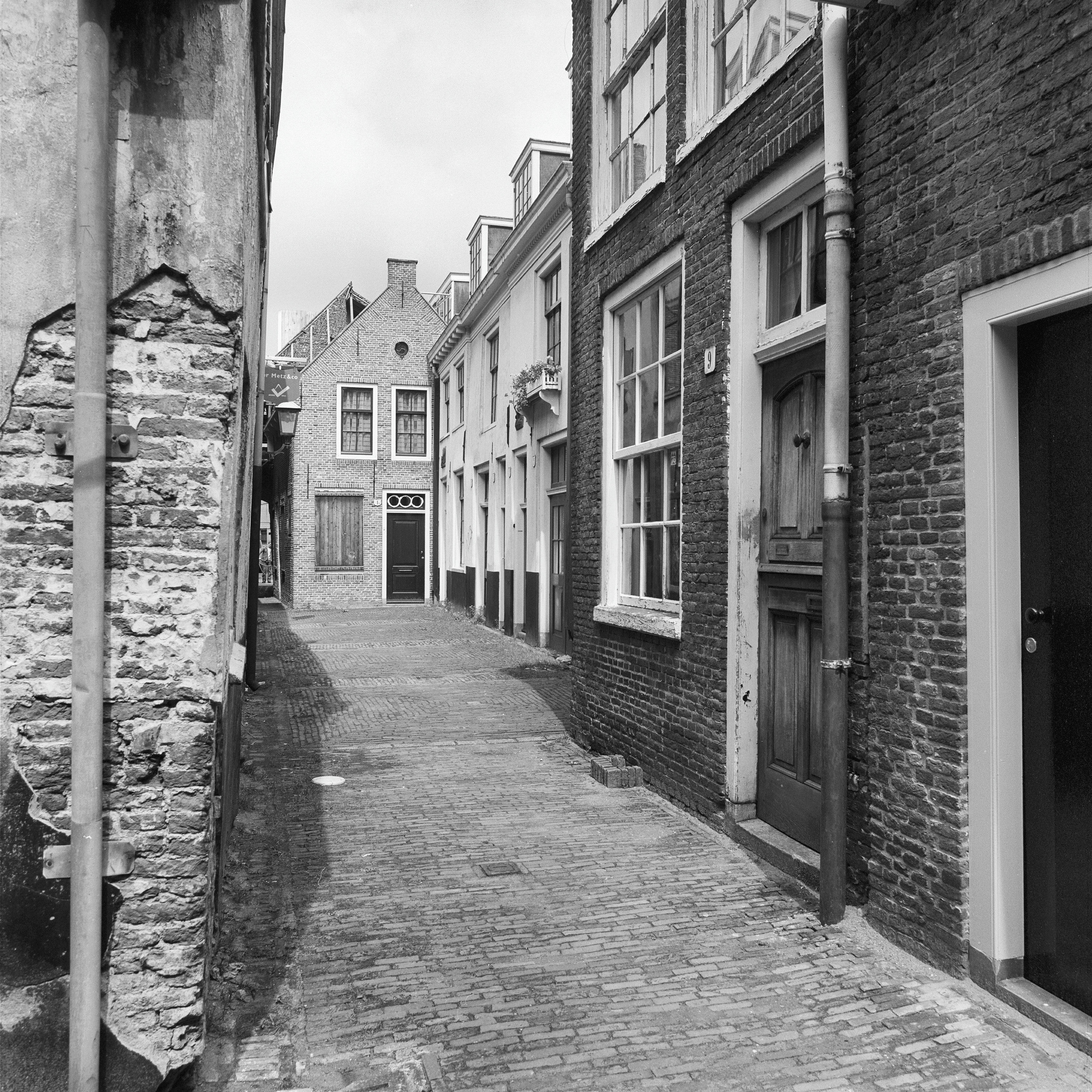
De Omvalspoort richting het Klein Heiligland in 1980

De leefomstandigheden in deze dichtbebouwde buurten waren slecht. Gebrek aan zonlicht leidde tot gezondheidsproblemen zoals rachitis bij kinderen ook kwamen infectieziekten veel voor. Hoewel in de loop van de 20e eeuw steeds meer van deze sloppen werden gesaneerd, bleef de Omvalspoort lange tijd onaangetast. Pas in de jaren 1960 kwam het gebied in beeld voor restauratie. In plaats van sloop koos men ervoor de bestaande bebouwing te herstellen, mede op basis van historische tekeningen en bouwarchieven. Hierdoor bleef de oorspronkelijke structuur van het straatje grotendeels behouden.

## Monumenten en waardering
De panden aan de Omvalspoort hebben kernen die teruggaan tot de 17e of 18e eeuw, afhankelijk van het specifieke pand. Alle panden aan de straat hebben een beschermde status. Omvalspoort 14 is een gemeentelijk monument en de overige panden zijn rijksmonumenten.